# You Never Walk Alone
You Never Walk Alone là bản tái phát hành của album phòng thu thứ tư của nhóm nhạc nam Hàn Quốc BTS mang tên Wings. Album được Big Hit Entertainment phát hành vào ngày 13 tháng 2 năm 2017. Danh sách ca khúc đã được bổ sung thêm ba bài hát mới, bao gồm hai đĩa đơn chính là "Spring Day" và "Not Today", "A Supplementary Story: You Never Walk Alone". Ngoài ra album có thêm ca khúc "Outro: Wings" là bản làm lại của "Interlude: Wings" từ Wings.

## Bối cảnh và phát hành
Vào ngày 18 tháng 11 năm 2016, Big Hit Entertainment phát hành đoạn teaser cho chuyến lưu diễn sắp tới của Wings trong khi tiết lộ lịch bán vé, trong đó vé bắt đầu bán từ ngày 21 tháng 12. Sau đó, công ty tuyên bố BTS sẽ comeback vào ngày 13 tháng 2 năm 2017 với phần hai của Wings. Vào ngày 2 và 3 tháng 2, ảnh chủ đề được phát hành trên các tài khoản Instagram, Facebook và Twitter chính thức của nhóm, cho thấy album dạng đĩa sẽ có sẵn trong hai phiên bản: 'Trái' và 'Phải'. Danh sách ca khúc sau đó được phát hành trên trang chủ và tài khoản Twitter chính thức của BTS vào ngày 7 tháng 2, tiết lộ bài hát "Outro: Wings" dưới dạng bản làm lại từ album trước của nhóm. Teaser video âm nhạc được phát hành trên YouTube vào ngày 10 tháng 2, teaser ám chỉ đến đĩa đơn mới, "Spring Day". Nhóm cũng phát hành bản thiết kế và chi tiết của album dạng đĩa, kèm theo một cuốn sách ảnh, máy photocopy, standee mini và áp phích. Vào ngày 11 tháng 2, đoạn video giới thiệu video âm nhạc thứ hai được phát hành trên YouTube, trong đó chỉ ra rằng "Not Today" là một đĩa đơn khác trong album.
You Never Walk Alone là phần tiếp theo của Wings và chứa những câu chuyện không có trong album trước. Album cũng chứa những thông điệp về hy vọng và niềm an ủi có ý nghĩa chữa lành thế hệ trẻ.

## Quảng bá
Vào ngày 12 tháng 2 năm 2017, BTS tổ chức một chương trình xem trước comeback trên Naver V Live. Bắt đầu từ ngày 18 tháng 2, BTS tổ chức 2017 BTS Live Trilogy Episode III: The Wings Tour để quảng bá album của nhóm, với các buổi biểu diễn ở Hàn Quốc, châu Mỹ và các nước châu Á khác nhau. Một tuần quảng bá phát sóng bắt đầu vào ngày 23 tháng 2 khi nhóm biểu diễn "Spring Day" và "Not Today" trên M Countdown của Mnet. "Outro: Wings" bị KBS cho rằng là không phù hợp để phát sóng.

### Video âm nhạc
Vào ngày 13 tháng 2 năm 2017, video âm nhạc chính thức cho "Spring Day" được phát hành. Bài hát mang đến một thông điệp về việc không bao giờ mất hy vọng trong khi chờ được đoàn tụ với một người bạn xa cách. "Spring Day" là một bài hát hip-hop thay thế với bản chất của nhạc rock và nhạc điện tử của Anh. RM đã viết giai điệu chính. Lumpens (YongSeok Choi) và GDW là những người thường xuyên hợp tác với BTS, đã sản xuất và đạo diễn video. Vào ngày 20 tháng 2, video âm nhạc chính thức cho "Not Today" được phát hành trên YouTube. "Not Today" là một ca khúc moombahton gây nghiện và video âm nhạc có màn trình diễn vũ điệu moombahton mạnh mẽ. GDW đã sản xuất và đạo diễn video. Một tuần sau, BTS phát hành một video âm nhạc trình diễn vũ đạo cho "Not Today", Keone Madrid là người biên đạo.

## Diễn biến thương mại
You Never Walk Alone có số bản đặt trước kỷ lục với hơn 700.000, cao nhất trong nửa đầu năm 2017. Video âm nhạc "Spring Day" đã phá vỡ kỷ lục video âm nhạc K-pop nhanh nhất chạm mốc 10 triệu lượt xem thiết lập bởi "Blood Sweat & Tears", sau đó kỷ lục này bị phá vỡ bởi "Not Today". BTS cũng lập kỷ lục trong thời gian ngắn nhất giữa các buổi hòa nhạc liên tiếp tại địa điểm lớn Gocheok Sky Dome cho 2017 Live Trilogy BTS III: The Wings Tour ở Seoul. Vé cho các buổi hòa nhạc trong nước và quốc tế trong chuyến lưu diễn đã bán hết trong vòng vài phút.
Trong vòng một giờ kể từ khi phát hành vào nửa đêm, đĩa đơn "Spring Day" đã đạt vị trí cao nhất trên tám trang web phát nhạc trực tuyến, bao gồm Melon, Mnet, Genie và Naver Music. Nhu cầu cao đã gây ra lỗi trên Melon khi trang web tạm thời không thể truy cập. Ca khúc đã giúp BTS nhận bốn giải nhất trên các giải thưởng chương trình âm nhạc địa phương. "Spring Day" ra mắt ở số 15 trên Billboard Bubling Under Hot 100 và số 1 trên Billboard World Digital Songs, bán 14.000 lượt tải nhạc số. Cùng với "Not Today", "Outro: Wings" và "A Supplementary Story: You Never Walk Alone", bốn bài hát mới đã giữ bốn vị trí cao nhất trên bảng xếp hạng World Digital Songs BTS trở thành nhóm nhạc K-pop đầu tiên làm được điều này. "Not Today" đã vượt qua "Spring Day" trong tuần tiếp theo, tăng thứ hạng lên vị trí số 1 và ghi lại mục thứ tư của BTS dưới dạng bảng xếp hạng trên bảng xếp hạng.
Album You Never Walk Alone ra mắt ở vị trí số 61 trên Billboard 200, mở rộng kỷ lục của BTS với tư cách là nhóm nhạc K-pop có nhiều mục nhất trên bảng xếp hạng. Đây là lần xuất hiện thứ sáu của nhóm trên bảng xếp hạng này, cũng là lần đầu tiên một nghệ sĩ Hàn Quốc đạt được thành tích này. Bản tái phát hành này cũng trở thành album thứ ba của BTS đứng đầu trên Billboard World Albums Khi phát hành tại Trung Quốc, album đã bán 144.400 bản trong tuần đầu tiên trên QQ Music và xếp ở vị trí số 1 trong các album bán chạy nhất tuần. Ở Hàn Quốc, album đứng ở vị trí số 1 trên Bảng xếp hạng hàng tuần của Gaon với 373.750 bản trong một tuần, đây là lần thứ bảy cho nhóm đứng đầu bảng xếp hạng hàng tuần và đồng thời, điều này cũng phá vỡ kỷ lục trước đó của Wings. Album cũng đứng đầu Bảng xếp hạng hàng tháng của Gaon vào tháng 2 và có doanh số đĩa cao nhất trong nửa đầu năm 2017.

## Danh sách bài hát
Phần ghi công được lấy từ hồ sơ album chính thức trên Naver.
| STT              | Nhan đề | Sáng tác                                                                             | Sản xuất                                            | Thời lượng |
| ---------------- | --- | ------------------------------------------------------------------------------------ | --------------------------------------------------- | ---------- |
| 1.               | "Intro: Boy Meets Evil" | Pdogg J-Hope RM                                                                      | Pdogg                                               | 2:01       |
| 2.               | "피 땀 눈물" (Pi ttam nunmul / Blood Sweat & Tears)                                                                                    | Pdogg RM Suga J-Hope "Hitman" Bang Kim Do-hoon                                       | Pdogg                                               | 3:37       |
| 3.               | "Begin" (bài solo của Jungkook) | Tony Esterly David Quinones RM                                                       | Tony Esterly                                        | 3:49       |
| 4.               | "Lie" (bài solo của Jimin) | DOCSKIM SUMIN "Hitman" Bang Jimin Pdogg                                              | DOCSKIM                                             | 3:35       |
| 5.               | "Stigma" (bài solo của V) | Philtre V Slow Rabbit "Hitman" Bang                                                  | Philtre                                             | 3:36       |
| 6.               | "First Love" (bài solo của Suga) | Miss Kay Suga                                                                        | Miss Kay Suga                                       | 3:09       |
| 7.               | "Reflection" (bài solo của RM) | RM Slow Rabbit                                                                       | RM Slow Rabbit                                      | 3:53       |
| 8.               | "MAMA" (bài solo của J-Hope) | Primary Pdogg J-Hope                                                                 | Primary Pdogg                                       | 3:32       |
| 9.               | "Awake" (bài solo của Jin) | Slow Rabbit Jin J-Hope June Pdogg RM "Hitman" Bang                                   | Slow Rabbit                                         | 3:46       |
| 10.              | "Lost" (bài hát của Jungkook, V, Jimin, Jin)                                                                                           | Pdogg Supreme Boi Peter Ibsen Richard Rawson Lee Paul Williams RM June               | Pdogg                                               | 4:01       |
| 11.              | "BTS Cypher Pt. 4" (bài hát của RM, J-Hope, Suga)                                                                                      | Chris 'Tricky' Stewart Medor J. Pierre RM J-Hope Suga                                | Chris 'Tricky' Stewart Medor J. Pierre              | 4:54       |
| 12.              | "Am I Wrong" (lấy nhạc mẫu từ bài "Am I Wrong" của Keb' Mo')                                                                           | Keb' Mo' Sam Klempner James Reynolds Josh Wilkinson RM Supreme Boi Gaeko Pdogg ADORA | Keb' Mo' Sam Klempner James Reynolds Josh Wilkinson | 3:33       |
| 13.              | "21세기 소녀" (21-segi sonyeo / 21st Century Girls)                                                                                    | Pdogg "Hitman" Bang RM Supreme Boi                                                   | Pdogg                                               | 3:12       |
| 14.              | "둘! 셋! (그래도 좋은 날이 더 많기를)" (Dul! Set! [Geuraedo joh-eun nari deo mankireul] / Two! Three! [Still Wishing For Better Days]) | Slow Rabbit Pdogg "Hitman" Bang RM J-Hope Suga                                       | Slow Rabbit Pdogg                                   | 4:32       |
| 15.              | "Interlude: Wings" | Pdogg ADORA RM J-Hope Suga                                                           | Pdogg                                               | 2:24       |
| 16.              | "봄날" (Bomnal / Spring Day) | Pdogg RM ADORA "Hitman" Bang Arlissa Ruppert Peter Ibsen Suga                        | Pdogg                                               | 4:34       |
| 17.              | "Not Today" | Pdogg "Hitman" Bang RM Supreme Boi June                                              | Pdogg                                               | 3:51       |
| 18.              | "Outro: Wings" (bản làm lại của Interlude: Wings')                                                                                     | Pdogg ADORA RM J-Hope Suga                                                           | Pdogg                                               | 3:45       |
| 19.              | "A Supplementary Story: You Never Walk Alone"                                                                                          | Pdogg "Hitman" Bang RM Suga J-Hope Supreme Boi                                       | Pdogg                                               | 2:36       |
| Tổng thời lượng: | Tổng thời lượng: | Tổng thời lượng:                                                                     | Tổng thời lượng:                                    | 66:18      |

## Xếp hạng
| Bảng xếp hạng (2017)                 | Vị trí cao nhất |
| ------------------------------------ | --------------- |
| Album Canada (Billboard)             | 19              |
| Đài Loan (G-Music)                   | 1               |
| Hàn Quốc (Gaon Chart)                | 1               |
| Album Hoa Kỳ Billboard 200           | 26              |
| Album Hoa Kỳ Independent (Billboard) | 9               |
| Album Hoa Kỳ World (Billboard)       | 1               |
| New Zealand Heatseekers (RMNZ)       | 3               |
| Nhật Bản (Oricon Albums Chart)       | 7               |
| Nhật Bản Hot (Billboard)             | 38              |
| Pháp (SNEP)                          | 63              |

| Bảng xếp hạng (2017)      | Vị trí cao nhất |
| ------------------------- | --------------- |
| Hàn Quốc Gaon Album Chart | 1               |

| Bảng xếp hạng (2017)          | Vị trí cao nhất |
| ----------------------------- | --------------- |
| Hàn Quốc Gaon Album Chart     | 3               |
| Hoa Kỳ Billboard World Albums | 11              |
| Bảng xếp hạng (2018)          |                 |
| Hàn Quốc Gaon Album Chart     | 42              |

## Doanh số và chứng nhận
| Quốc gia          | Doanh số             |
| Quốc gia          | You Never Walk Alone |
| ----------------- | -------------------- |
| Hàn Quốc (Gaon)   | 943,122              |
| Nhật Bản (Oricon) | 57,421               |
| Trung Quốc        | 267.925+             |

## Giải thưởng và đề cử
| Năm  | Lễ trao giải                      | Giải thưởng           | Kết quả   | Chú thích     |
| ---- | --------------------------------- | --------------------- | --------- | ------------- |
| 2017 | MelOn Music Awards lần thứ 9      | Album của năm         | Đề cử     | [ 65 ]        |
| 2018 | Gaon Chart Music Awards lần thứ 7 | Album của năm (quý 1) | Đoạt giải | [ 66 ]        |
| 2018 | Soompi Awards                     | Album của năm         | Đoạt giải | [ 67 ] [ 68 ] |

## Lịch sử phát hành
| Bản                  | Quốc gia  | Ngày                     | Định dạng       | Nhãn đĩa              |
| -------------------- | --------- | ------------------------ | --------------- | --------------------- |
| You Never Walk Alone | Hàn Quốc  | Ngày 13 tháng 2 năm 2017 | CD, tải nhạc số | Big Hit Entertainment |
| You Never Walk Alone | Nhiều nơi | Ngày 13 tháng 2 năm 2017 | Tải nhạc số     | Big Hit Entertainment |